# Compagnie du chemin de fer Bône - Mokta - Saint Charles

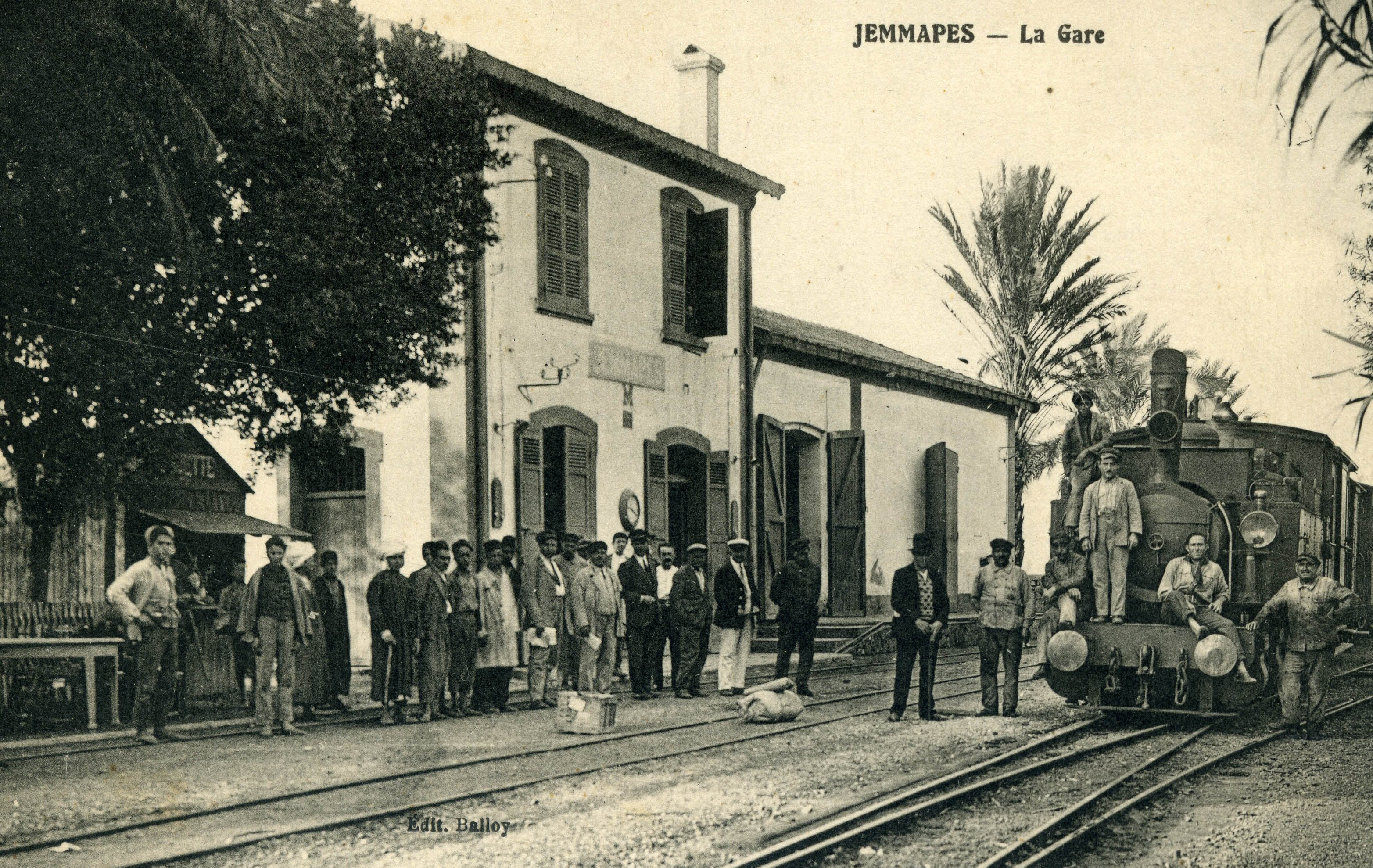
Gare de Jemmapes avec une locomotive série 1 à 4.

La Compagnie du chemin de fer Bône - Mokta - Saint Charles a construit et exploité un chemin de fer à voie métrique dans le département de Bône. En 1915 elle est intégrée à la Compagnie des Chemins de fer algériens de l'État.

## Histoire
Une première ligne a desservi depuis 1858 les gisements de fer qui seront acquis en 1865 par la Société Mokta El Hadid.

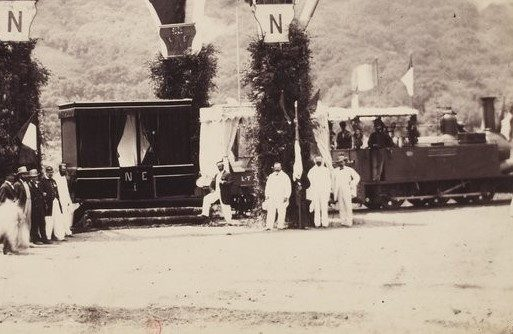
Bône-Mokta, la première ligne de chemin de fer à voie étroite - juin 1865 Mine du Mokta El Hadid.

La  Compagnie du chemin de fer Bône - Mokta - Saint Charles  reprend la ligne du chemin de fer des mines de Mokta-el-Hadid à la mer et  obtient  par la loi du 29 avril 1900, la concession d'un prolongement entre Mokta et Saint-Charles. 
La ligne Bône Saint-Charles est convertie à l'écartement normal le 16 décembre 1952.

## Caractéristiques

### Lignes
- Bône - Aïn-Mokra: 32,5km, ouverture en 1858 puis 1905 (voie métrique) fermeture 1948,
- Aïn-Mokra – Saint-Charles (65,9km), ouverture le 1er mai 1905 [4].

### Gares
- Bone, Karézas (12km), Ferme de Lacombe, Oued-Zied, Aïn-Dalia, Aïn-Mokra (33km), Gerst-Tabeiga, Bou-Maza, Hadjar-Soud, Hakessa, Gastu, Auribeau, Oued-Hamimine, Foy, Jemmapes, Bayard, Tangout, Ras-el-Ma (85km), Oued-Deb, Rivière, Saint Charles (99km)[5].

### Matériel roulant
Locomotives à vapeur

Locomotive de type 050 N° 11 et 12 construites par SLM-Winterthour en Suisse.

- N° 1 à 4, type 020-020 Mallet, livrées en 1904 par la SACM à Belfort;
- N°11 et 12, type 050T, livrées en 1909 par SLM Winterthur (Suisse)